# Heterops bipartitus
Heterops bipartitus là một loài bọ cánh cứng trong họ Cerambycidae.